# Lapidar
Lapidar (lat.: lapis ‚Stein‘, daher: ‚[wie] in Stein gehauen‘) nennt man einen knappen Erzähl- oder Argumentationsstil, der ohne Ausschmückungen oder weitere Erläuterungen auskommt. Im Englischen nennt man diesen Stil matter of fact (etwa: ‚sachlich‘).
Der Lapidarstil wird in der Regel als im positiven Sinne nüchtern und objektiv empfunden, als stilistische Tugend: Es „soll jeder Schriftstil eine gewisse Spur der Verwandtschaft mit dem Lapidarstil tragen, der ja ihrer aller Ahnherr ist.“ Er kann bei tragischen oder traurigen Themen aber auch als Ausdruck von Zynismus aufgefasst werden.
Das Wort leitet sich vermutlich von den als geradlinig und schnörkellos aufgefassten Steininschriften (griechische und römische „Lapidarschriften“) der Antike ab.
Das Wort lapidar ist im Deutschen relativ jung und hat Verbreitung erst im 19. Jahrhundert gefunden. Im Deutschen Wörterbuch von Jacob und Wilhelm Grimm (ab 1838) ist es noch nicht aufgeführt.